# 영주 우금촌 두암고택
영주 우금촌 두암고택(榮州 友琴村 斗巖古宅)은 대한민국 경상북도 영주시 이산면 신암리에 있는 고택이다. 1975년 12월 30일 경상북도의 유형문화재 제81호로 지정되었다.

## 개요
우금촌 두암고택은 두암이 20세에 분가할 때 지은 집으로 몸채 24칸·함집당 6칸·사당 6칸으로 되어있다.
정침은 조선 선조 23년(1590)에 지었고, 함집당과 사당은 그 후대에 지은 것이다.
두암 김우익(1571∼1639)은 광해군 4년(1612)에 문과에 급제하여, 영원군수, 해미현감을 역임한 후 한성부원에 이르렀다.

## 참고 자료
- 우금촌두암고택 - 국가유산청 국가유산포털